# Monika Zoubková
Monika Zoubková (* 23. července 1976 Krnov) je česká herečka.

## Život
V Krnově absolvovala tamější gymnázium. Po jeho ukončení vystudovala v roce 1999 činoherní herectví na Divadelní fakultě Janáčkovy akademie múzických umění v Brně. Školu zakončila rolí Elektry. Ještě koncem čtvrtého ročníku dostala nabídku z Divadelního spolku Kašpar (Divadlo v Celetné) na němou roli Sáry v Proměnách. V divadle si zahrála například ve hrách Helverova noc, Plešatá zpěvačka a Richard III. Necelé tři roky byla také v angažmá v Divadle Rokoko.
Známá se stala hlavně rolí v seriálu Ordinace v růžové zahradě a rolemi ve filmech Taková normální rodinka a Operace Dunaj.
V roce 2015 ztvárnila Zuzanu v seriálu Všechny moje lásky.
Od roku 2007 do roku 2023 byla vdaná, jejím mužem byl šéf Činohry pražského Národního divadla Michal Dočekal. Mají spolu dceru Emmu Luisu, která se narodila nedlouho po svatbě a Stellu, která se narodila v roce 2011.
V roce 2023 vydala knihu Putování za minísky.
Od roku 2025 hraje v seriálu Ulice, ztvárňuje postavu přísné němčinářky Marie Křížové.